# سیمئون دی. فس
سیمئون دی. فس (به انگلیسی: Simeon D. Fess) سناتور سابق عضو حزب جمهوری‌خواه ایالات متحده آمریکا بود. وی در سال ۱۹۲۳ تا ۱۹۳۵ میلادی سناتور ایالت اوهایو در سنای ایالات متحده آمریکا بود.